# Lennart Bevers
Lennart Bevers (* 10. Juli 1993 in Bocholt) ist ein deutscher Volleyball- und Beachvolleyballspieler.

## Karriere Halle
Bevers begann 2003 mit dem Volleyball in der Halle beim heimischen TuB Bocholt. In der Jugend wurde er seit 2006 fünfmal westdeutscher Meister und mit der Bocholter B-Jugend gewann er 2010 die Deutsche Meisterschaft.
2011 wechselte Bevers zum Bundesligisten RWE Volleys Bottrop. Nach dem Abstieg 2012 in die Zweite Bundesliga gelang dem Verein 2013 der sofortige Wiederaufstieg in die erste Liga. Im Dezember 2013 wurde den RWE Volleys Bottrop die Bundesligalizenz entzogen, weshalb Bevers zum Zweitligisten TuB Bocholt zurückkehrte. 2015 wechselte er zu den TSG Solingen Volleys. Mit dem Verein gelang ihm 2016 der Aufstieg in die Bundesliga. 2017 kehrte Bevers erneut zum TuB Bocholt zurück.
2021 ging er zum Ligakonkurrenten TuS Mondorf. Mit dem Verein wurde er dreimal in Folge Meister der  Zweiten Liga Nord. 2024 wurde der Libero vom Erstligisten SWD Powervolleys Düren verpflichtet. Im DVV-Pokal 2024/25 unterlagen die Dürener mit 2:3 im Finale gegen die Berlin Recycling Volleys. Anschließend mussten sie sich in den Bundesliga-Playoffs wie im Vorjahr im Viertelfinale gegen den VfB Friedrichshafen geschlagen geben. Nach der Saison beendete er seine sportliche Karriere, um sich auf eine neue Tätigkeit im Marketing zu konzentrieren.

## Karriere Beach
Auch im Beachvolleyball feierte Bevers im Juniorenbereich zahlreiche westdeutsche Meisterschaften. 2010 wurde er deutscher Meister der U18 und U19. 2011 nahm er mit David Poniewaz an der U19-Weltmeisterschaft in Umag teil. 2011 wurde er mit Edgar Witt deutscher Vizemeister der U19 und 2012 gewann er mit Lars Geukes die deutsche U20-Meisterschaft.
Von 2015 bis 2020 starteten Bevers/Geukes regelmäßig auf nationalen Turnieren. Auf der Techniker Beach Tour 2018 wurden sie in Münster und Düsseldorf jeweils Fünfter und qualifizierten sich somit für die Deutsche Meisterschaft in Timmendorfer Strand. Bei der Techniker Beach Tour 2019 war erneut ein fünfter Platz in Düsseldorf das beste Ergebnis. Von 2021 bis 2024 spielte Bevers Turniere der Kategorien A+ und A mit Christian Gosmann.